# Turó de Can Berenguer
El Turó de Can Berenguer és una muntanya de 681 metres que es troba al municipi de Gualba, a la comarca del Vallès Oriental.